# Sisamnes annulicollis
Sisamnes annulicollis je vrsta smeđih kukaca polulrilaca iz porodice Rhyparochromidae. Pronašao ih je Berg, C., 1894.